# Toxorhynchites erythrurus
Toxorhynchites erythrurus är en tvåvingeart som först beskrevs av Edwards 1941.  Toxorhynchites erythrurus ingår i släktet Toxorhynchites och familjen stickmyggor. Inga underarter finns listade i Catalogue of Life.